# Macaranga huahineensis
Macaranga huahineensis là một loài thực vật có hoa trong họ Đại kích. Loài này được J.Florence mô tả khoa học đầu tiên năm 1996.